# Onychognathus albirostris
Onychognathus albirostris е вид птица от семейство Скорецови (Sturnidae).

## Разпространение
Видът е разпространен в Еритрея и Етиопия.